# Казал-де-Лойвуш
Казал-де-Лойвуш (порт. Casal de Loivos)  —  район (фрегезия) в Португалии,  входит в округ Вила-Реал. Является составной частью муниципалитета  Алижо. По старому административному делению входил в провинцию Траз-уж-Монтиш и Алту-Дору. Входит в экономико-статистический  субрегион Доуру, который входит в Северный регион. Население составляет 198 человек на 2001 год. Занимает площадь 3,55 км².
Покровителем района считается Апостол Варфоломей (порт. São Bartolomeu). 

## История
Район основан в 1260 году